# Islamic Relief

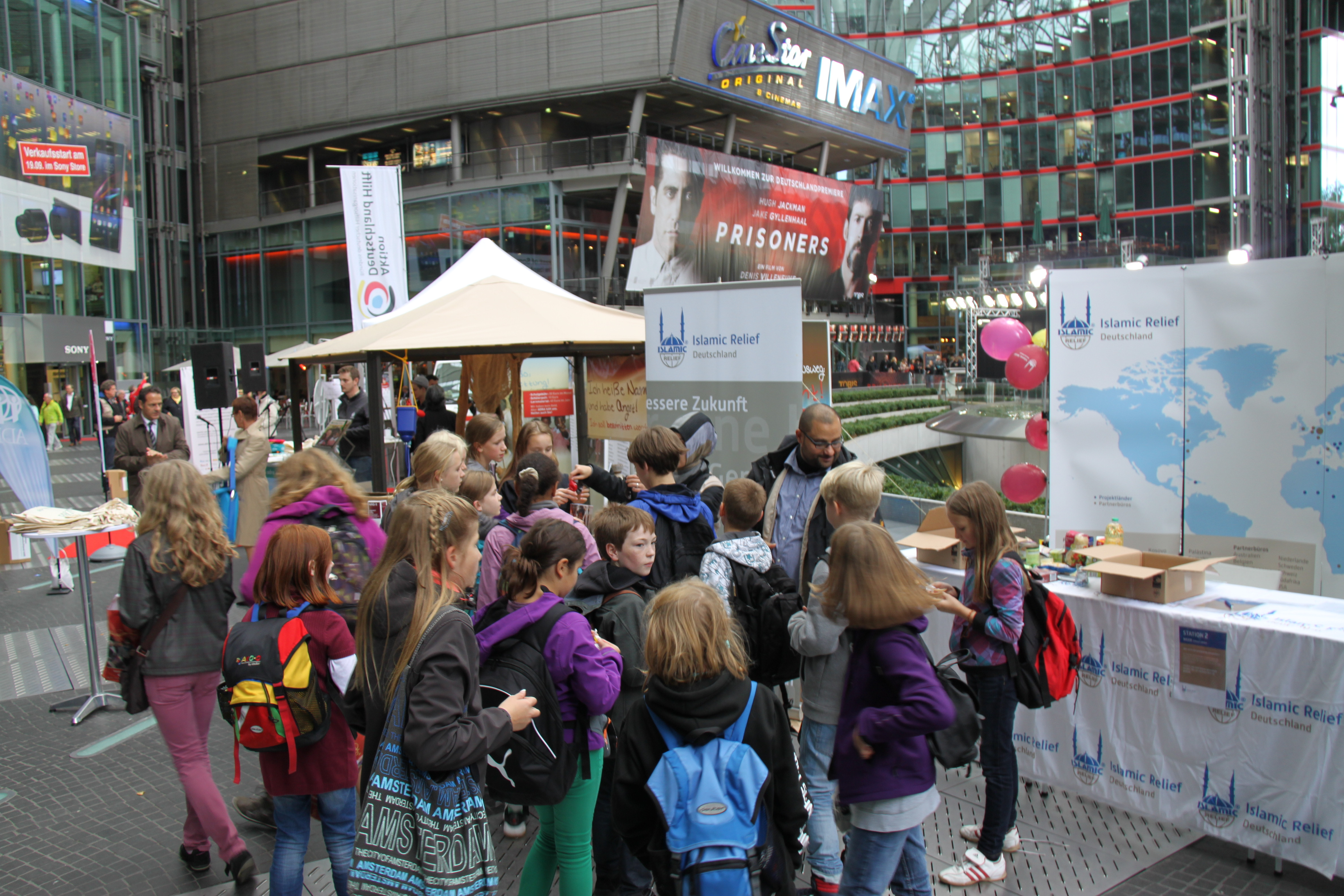
Infostand von Islamic Relief Deutschland in Sony-Center in Berlin. Gemeinsame Veranstaltung mit Aktion Deutschland Hilft.

Islamic Relief Deutschland (IRD) ist eine als gemeinnütziger Verein eingetragene muslimische Wohltätigkeitsorganisation. Die Organisation ist seit ihrer Gründung 1996 in Köln ansässig. Niederlassungen befinden sich darüber hinaus in Berlin, Essen und München. Islamic Relief Deutschland ist Teil des Islamic-Relief-Netzwerkes, das in mehr als 40 Ländern der Welt aktiv ist. Islamic Relief gibt an, durch ein weltweites Netzwerk von Partner- und Projektbüros mit ihren Nothilfe- und Entwicklungsprojekten bedürftige Menschen in Afrika, Asien, Nahost und Osteuropa zu erreichen. Unterstützt wird ihre Hilfe, laut Islamic Relief, durch Tausende von einheimischen Helfern und koordiniert durch Islamic Relief Worldwide (IRW) in Birmingham.

## Selbstdarstellung von Islamic Relief Deutschland

### Leitbild
Als muslimische Wohltätigkeitsorganisation zeigt sich Islamic Relief Deutschland von islamischen Werten inspiriert. Zudem weist die Organisation das Handeln durch politische Überzeugungen von sich und handelt nach eigenen Angaben ungeachtet nationaler oder ethnischer Herkunft, Geschlecht, Religion und ohne Erwartung von Gegenleistung. Auch setzt sie sich nach eigenen Angaben für die Gleichberechtigung von Frauen und Männern ein und nahm daher auch an der Weltfrauenkonferenz teil.

### Transparenz
Die Organisation veröffentlicht einen jährlichen Abschlussbericht sowie einen Finanzbericht. Zudem ist sie Mitglied im Deutschen Spendenrat und in der Initiative Transparente Zivilgesellschaft.

### Qualitätsmanagement
2015 erhielt die Organisation die Wertung „Quality Mark 2 – Verified Compliant“ von People in Aid. Damit ist sie auch Mitglied der CHS-Alliance. Im Februar 2016 erwarb sie als Anwenderin des EFQM-Qualitätsmanagement-Modells den Reifegrad „Recognised for Excellence 3 Star“ im Rahmen des Ludwig-Erhard-Preises.

## Ziele
Islamic Relief Deutschland setzt sich für die Erreichung der Millennium-Entwicklungsziele der Vereinten Nationen ein, um eine nachhaltige Entwicklung zu fördern und ist überwiegend in den Bereichen Nothilfe, Katastrophenvorsorge, Gesundheitsversorgung, Ernährungssicherung, Bildung, Waisen- und Kinderförderung, Wasser- und Sanitärversorgung und Einkommenssicherung tätig. Wichtiges Merkmal bei der Arbeit von Islamic Relief Deutschland ist eine enge Zusammenarbeit mit ihren Islamic-Relief-Partnerorganisationen sowohl im lokalen als auch im nationalen und internationalen Kontext. Mit der Unterzeichnung des „Code of Conduct“ (Internationale Rotkreuz- und Rothalbmond-Bewegung) gewährleistet „IRD“, dass alle Projekte den sozialen, kulturellen und wirtschaftlichen Gegebenheiten vor Ort angepasst werden.

## Aufgabenbereiche

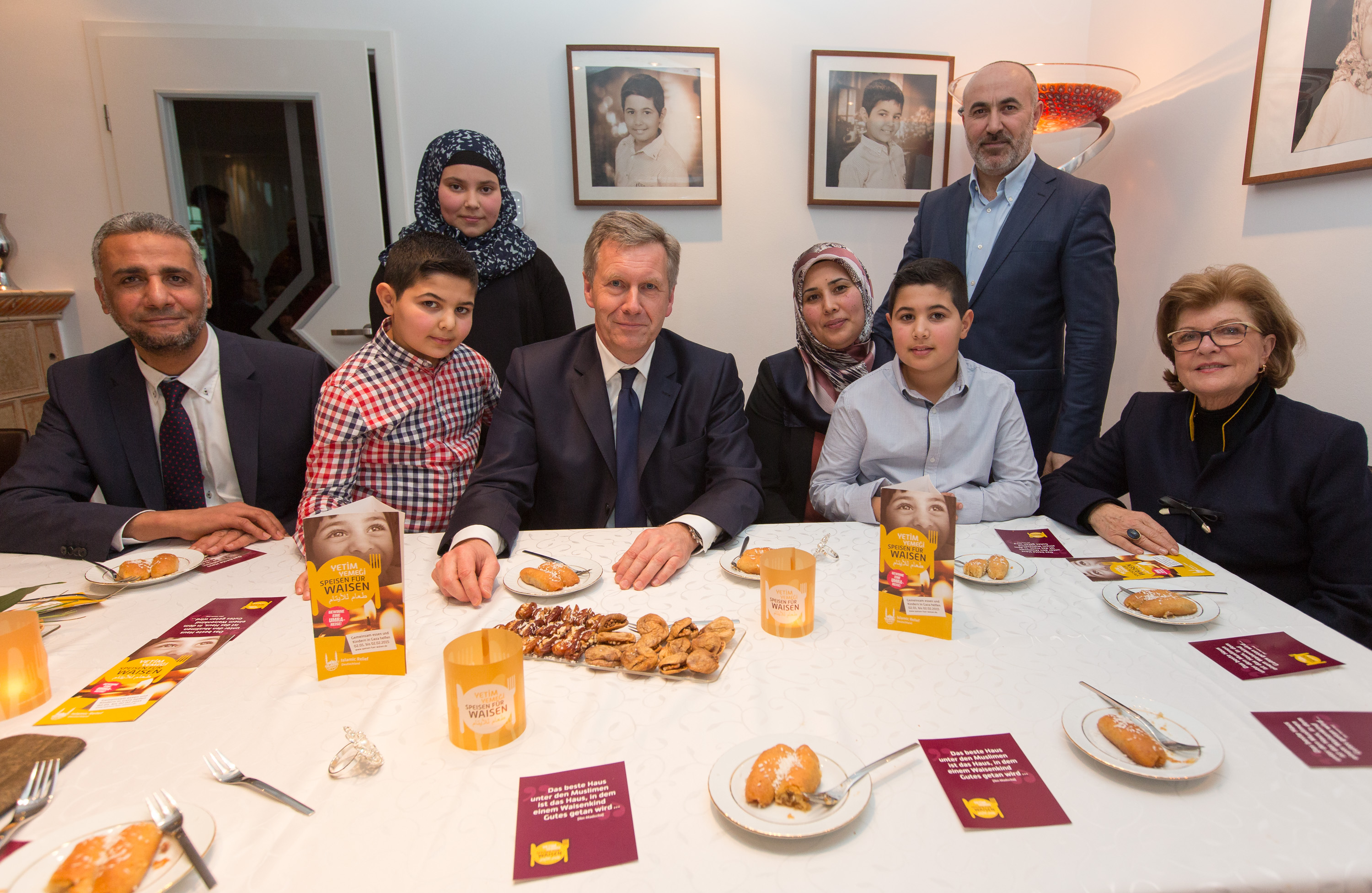
Bundespräsident a. D. Christian Wulff bei einem „Speisen-für-Waisen“-Essen. Links: IRD-Geschäftsführer Tarek Abdelalem
Februar 2015 in Hannover

Als nichtstaatliche Organisation (NGO) verpflichtet sich Islamic Relief Deutschland, den Ärmsten dieser Erde zu helfen, unabhängig von Rasse, Religion oder Geschlecht. In Krisengebieten kümmert sich ‘‘IRD‘‘ unter anderem um die Verteilung von Lebensmittel- und Hygienepaketen, die Versorgung mit Trinkwasser, die Lieferung von Treibstoff für Pumpen und Generatoren und um allgemeine Wiederaufbauhilfe. Islamic Relief Deutschland ist in folgenden Sektoren aktiv:
Nothilfe- und Hilfsprojekte, Wasser- und Sanitärprojekte, Gesundheits- und Ernährungsprojekte, Einkommenssicherungsprojekte, Bildungsprojekte und Waisenpatenschaften. Des Weiteren unterstützt IRD mit ihren saisonalen Projekten während des Fastenmonats Ramadan und des islamischen Opferfestes Kurban Familien, indem Lebensmittel- und Fleischpakete an diese verteilt werden. Seit 2015 hilft Islamic Relief auch Flüchtlingen in Deutschland.

## Mitgliedschaften und Kooperationen
- Durchführung von Projekten mit dem Auswärtigen Amt[10][11] (löste Überprüfung durch den Rechnungshof aus[12])
- Durchführung von Projekten mit dem Bundesministerium für wirtschaftliche Zusammenarbeit und Entwicklung[13]
- Islamic Relief Deutschland ist Partner des Europäischen Amtes für humanitäre Hilfe (ECHO)[14]
- Mitglied beim Verband Entwicklungspolitik und Humanitäre Hilfe e. V. (VENRO)[15]
- Mitglied bei der Aktion Deutschland Hilft[16] (bis auf Weiteres ausgesetzt)[17]
- Mitglied bei Gemeinsam für Afrika[18]
- Mitglied der CHS-Alliance[7]
- Islamic Relief Worldwide[19][20][21]
- Seit 2018 neben weiteren NGOs Unterstützer der deutschen Denkfabrik für humanitäre Hilfe, Centre for Humanitarian Action.

## Aktivitäten

### Muslimisches Seelsorgetelefon (MuTeS)
Seit 2009 ist Islamic Relief Deutschland Trägerverein des Muslimischen SeelsorgeTelefons (MuTeS) in Berlin. MuTeS ist das erste Projekt, das Islamic Relief Deutschland erstmals in Deutschland dauerhaft etabliert hat. Bei diesem Projekt kooperiert Islamic Relief Deutschland mit Caritas, Diakonie und Kirchlichen TelefonSeelsorge Berlin (KTS). Die Kooperation bezieht sich vor allem auf die Bereiche Ausbildung, Weiterbildung und Supervision.

### Speisen für Waisen
2013 startete Islamic Relief Deutschland die Aktion „Speisen für Waisen“, die jedes Jahr mit dem Geburtstag des Propheten Muhammad beginnt und mehrere Wochen dauert. Dabei richten Muslime Essen für einen „guten Zweck“ aus, zu denen sie ihre Familie, Freunde oder Bekannte einladen und dabei Spenden für Waisenkinder in Not sammeln. Die Spendenessen sollen ausdrücklich auch der interreligiösen und interkulturellen Begegnung dienen. Die Aktion stieß bisher auf ein reges Medieninteresse. Zu den prominenten Unterstützern der Aktion zählen unter anderem Christian Wulff, Frank-Walter Steinmeier, Aydan Özoğuz, Margot Käßmann, die jeweils auch an Spendenessen teilgenommen haben, sowie Hannelore Kraft, Cem Özdemir, Navid Kermani und Aiman Mazyek.

### Islamic Relief Kleiderkammer gGmbH
Im Jahr 2014 wurde die Islamic Relief Kleiderkammer gGmbH gegründet. Deren Ziel ist es, Einkommen durch gespendete Kleidung zu generieren, um damit Entwicklungsprojekte zu fördern. Die Einnahmen fließen vollständig zurück an Islamic Relief und dienen ausschließlich gemeinnützigen Projekten, die Bedürftigen zugutekommen. Die Kleiderkammer gGmbH ist in Köln und Berlin ansässig. Die Islamic Relief Kleiderkammer gGmbH betreibt auch zwei „Charity Shops“ (in Köln und Berlin), in denen gespendete Kleidung und andere Sachspenden wie Spielwaren oder Haushaltswaren verkauft werden. Die Kleiderkammer gGmbH ist auch in der Flüchtlingshilfe tätig.

### Besuch des britischen Politikers Tim Farron
Am 19. Februar 2016 besuchte der Parteichef der Liberal Democrats, Tim Farron, die Islamic-Relief-Deutschland-Zentrale und informierte sich dort über die Flüchtlingskrise. Gemeinsam wurde anschließend das Kölner Rathaus besucht und zusammen mit Vize-Bürgermeister Andreas Wolter über die Herausforderungen in der Flüchtlingskrise gesprochen.

### Konferenz in Kooperation mit der Deutschen Welthungerhilfe
Am 7. und 8. Dezember 2009 fand in Bonn die Konferenz „Entwicklungszusammenarbeit und humanitäre Arbeit im Kontext des Islam“ statt. In Kooperation mit der Deutschen Welthungerhilfe veranstaltete Islamic Relief Deutschland eine zweitägige Konferenz.

### Teilnahme an der „Support Syria 2016“-Konferenz
Zusammen mit der Bundesregierung und anderen deutschen NGOs nahm Islamic Relief Deutschland an der Syrien-Geberkonferenz teil. Zusammen mit 70 anderen Organisationen unterzeichnete Islamic Relief ein Positionspapier, welches fordert, Belagerungszustände sofort zu beenden, die humanitäre Hilfe in Syrien nicht zu behindern, die Mühe bei Friedensverhandlungen zu verdoppeln und Flüchtlingen eine legale Alternative zu illegalen Flüchtlingsrouten zu ermöglichen. Auf der Konferenz sicherten die Teilnehmerstaaten insgesamt 11 Milliarden Dollar an humanitäre Hilfe in Syrien zu.

## Verhältnis IRD zu IRW
Laut Berliner Senat ließ sich der IRD in der Vergangenheit gemäß seiner Satzung und dem eigenen Jahresbericht als ein „Teil der internationalen Hilfsorganisation ‚Islamic Relief Worldwide‘“ mit Sitz in Birmingham/Großbritannien zuordnen, die von israelischen Behörden im Juni 2014 verboten wurde, da die Organisation dem Finanzierungsapparat der Hamas zugehörig sei. Die Bundesregierung verweist auf die personellen Verflechtungen zwischen beiden Organisationen.
Die durch die IRD gesammelten Spendengelder zur Umsetzung der Hilfsprojekte sollten gemäß Satzung an Islamic Relief Großbritannien/IRW weitergeleitet werden. Seit 2013 bezeichnet sich der IRD in seiner Satzung lediglich als „Kooperationspartner der internationalen Hilfsorganisation ‚Islamic Relief Worldwide‘“. Die Hilfsarbeit vom IRD werde durch das „internationale Büro in Birmingham“ koordiniert. Verbindungen zwischen „Islamic Relief Deutschland e. V.“ und „Islamic Relief Worldwide“ ergeben sich nach Aussagen der Bundesregierung auch aus personellen Verflechtungen. So sind/waren Vorstandsmitglieder von „Islamic Relief Deutschland e. V.“ in leitenden Funktionen von „Islamic Relief Worldwide“ vertreten.
Der israelische NGO Monitor kritisiert die Aktivitäten der Dach-Organisation.

## Verbindungen zur Muslimbruderschaft
Nach Angaben des Berliner Senats und der Bundesregierung verfügt der Islamic Relief Deutschland e. V. über Verbindungen zu Organisationen im Umfeld der Muslimbruderschaft (MB). Die Bundesregierung bestätigte in einer schriftlichen Antwort auf eine Kleine Anfrage der FDP-Fraktion vom 15. April 2019 erneut „signifikante personelle Verbindungen“ zwischen „Islamic Relief Worldwide“ als auch „Islamic Relief Deutschland e. V.“ zur „Muslimbruderschaft“ oder ihr nahestehenden Organisationen. Die Bundesregierung bestätigte zugleich, dass „aus den öffentlich zugänglichen Jahresberichten von ‚Islamic Relief Deutschland e. V.‘ und ‚Islamic Relief Worldwide‘ bekannt (ist), dass ‚Islamic Relief Deutschland e. V.‘ den größten Teil finanzieller Projektförderungen an ‚Islamic Relief Worldwide‘ überweist.“
So trat der IRD im Frühjahr 2016 auch als Sponsor diverser Veranstaltungen der Organisation „Muslimische Jugend in Deutschland e. V.“ (MJD) in Erscheinung, einer formal unabhängigen Jugendorganisation, die enge Verbindungen zur IGD unterhält. Dies erwähnt die Bundesregierung unter dem Stichwort „Verbindungen zu Bestrebungen im Sinne des § 3 des Gesetzes über die Zusammenarbeit des Bundes und der Länder in Angelegenheiten des Verfassungsschutzes und über das Bundesamt für Verfassungsschutz (BVerfSchG)“, also verfassungswidrige Bestrebungen.
Personelle Verflechtungen zwischen dem IRD und der IGD ergeben sich nach Angaben des Berliner Senats über einen ehemaligen Vorstandsvorsitzenden des IRD, der das Amt des Vorsitzenden des IGD-Schura-Rates bekleidete. Zudem sei der ehemalige Präsident der IGD einer der Initiatoren und Gründungsmitglieder des IRD, er gehörte dem Vorstand des IRD an und bekleidete den Posten des Vorsitzenden des „Board of Trustees“ der IRW.

## Transparenz
Jedes Jahr veröffentlicht die Organisation neben dem Jahresbericht auch einen Finanzbericht und möchte Spendern damit volle Transparenz bieten. Zudem ist sie Mitglied im Deutschen Spendenrat und in der Initiative Transparente Zivilgesellschaft. Der Sender rbb berichtete darüber, dass die Förderung von IRD zu einer Überprüfung des Auswärtigen Amtes durch den Bundesrechnungshof führte. Das Ergebnis steht noch aus. Die Bundesregierung hat sich demnach bislang grundsätzlich allein auf öffentlich-zugängliche Quellen der Öffentlichkeitsarbeit von IRD und IRW verlassen.

## Kritik
Islamic Relief wird seitens des israelischen Verteidigungsministeriums vorgeworfen, „Teil des Finanzsystems der Hamas-Organisation“ zu sein. Sowohl Israel als auch die EU und die Vereinigten Staaten stufen die Hamas als Terrororganisation ein. Die britische Großbank HSBC gab im Jahr 2016 bekannt, ihre Zusammenarbeit mit Islamic Relief im Jahr 2014 beendet zu haben. Islamic Relief Deutschland bestreitet hingegen die Unterstützung der Hamas. Die Bundesregierung weist auf Unterstützung von Organisationen der Muslimbrüder hin. Die IRD wird vom Bundesrechnungshof geprüft. Die BZ Berlin titulierte die IRD als „Hamas-Unterstützer“ und wurde von der IRD zur Veröffentlichung einer Gegendarstellung verpflichtet, die die BZ mit dem Hinweis versah, zur Veröffentlichung der Gegendarstellung unabhängig von ihrem Wahrheitsgehalt nach dem Rundfunkstaatsvertrag verpflichtet zu sein.
2017 lud der britische Zweig von Islamic Relief den islamischen Prediger Yasir Qadhi zu einer Rede bei einer Fundraising-Tour ein. Qadhi beschreibt Körperstrafen wie das Abhacken von Händen als „für die Gesellschaft sehr zuträglich“. Auch bei Islamic Relief USA trat Qadhi bereits auf.
Als die britische „Times“, so die „Stuttgarter Nachrichten“ in einem Bericht am 12. September 2020, Ende August 2020 antisemitische und terrorverherrlichende Facebook-Einträge des damaligen Vorstandsvorsitzenden Almoutaz Tayara veröffentlichte, „ist die Empörung in Großbritannien riesengroß“. Tayara hatte auf seiner Facebook-Seite die Führer der palästinensischen Terrororganisation Hamas als „großartige Männer“ bezeichnet, die dem „göttlichen und heiligen Ruf der Muslimbruderschaft“ antworteten. Auch von Heshmat Khalifa, einem weiteren Vorstandsmitglied von Islamic Relief Deutschland, hatte die „Times“ antisemitische Posts enthüllt. Darin nannte dieser die Israelis die „Enkel von Affen und Schweinen“ und Ägyptens Präsidenten einen „Zuhältersohn der Juden“. Islamic Relief Deutschland distanzierte sich von den erwähnten Vorstandsmitgliedern: „Wir bedauern aufrichtig das inakzeptable Fehlverhalten unserer ehemaligen Führungskräfte“, so ein Sprecher. Khalifa war für die „Stuttgarter Nachrichten“ für eine Stellungnahme „nicht erreichbar“. Tayara reagierte per Mail: Er habe seine Posts nicht selbst geschrieben. Sie seien von einem zeitweise genutzten Account weitergeleitet worden. 'Dies war sicher ein großer Fehler.' Für Tayara hatten seine Ausfälle lange keine Folgen. Er löschte die Posts, entschuldigte sich, blieb aber Vorstandschef. Im August 2020 teilte Islamic Relief Deutschland mit, dass Tayara mit sofortiger Wirkung sein Amt als Vorstandsvorsitzender niederlegt. Auch entband ihn Islamic Relief Worldwide von allen Ämtern. Darüber trat der gesamte Vorstand von Islamic Relief Worldwide Ende August 2020 zurück. Anfang September 2020 wurde berichtet, dass das Bündnis „Aktion Deutschland Hilft“ die Zusammenarbeit mit der Mitgliedsorganisation IRD „bis auf Weiteres“ wegen „Kontakte zu fundamentalistischen Islamvertretern“ ausgesetzt habe. Das bestätigte eine Sprecherin des Zusammenschlusses von Hilfsorganisationen dem Evangelischen Pressedienst (epd).
In der Folge beauftragte Islamic Relief Worldwide im September 2020 eine unabhängige Kommission unter der Leitung von Dominic Grieve, ehemaliger Generalstaatsanwalt für England und Wales, um die Verfehlungen aufzuarbeiten und sich für die Zukunft neu aufzustellen. Im Januar 2021 wurde der Bericht der unabhängigen Kommission veröffentlicht. In dem Bericht werden weitreichende Änderungen in der Governance, dem Code of Conduct und der Vetting Policy empfohlen. Auch spezifisch für Islamic Relief Deutschland wurden Änderungen empfohlen.